# Golniszki
Golniszki (biał. Гольнішкі, Holniszki; ros. Гольнишки, Golniszki) – chutor na Białorusi, w obwodzie grodzieńskim, w rejonie ostrowieckim, w sielsowiecie Ryteń.

## Historia
Pod zaborami i w II Rzeczypospolitej zaścianek. W XIX i w początkach XX w. położone były w Rosji, w guberni wileńskiej, w powiecie zawilejskim/święciańskim, w gminie Kiemieliszki. W 1905 roku dwa zaścianki. Zaścianek Rossochackiego liczył 9 mieszkańców, 20 dziesięcin; zaścianek szlachecki liczył 21 mieszkańców, 22 dziesięciny.
Po I wojnie światowej pod administracją polską, w Zarządzie Cywilnym Ziem Wschodnich. W latach 1920–1922 w składzie Litwy Środkowej.
Od 11 kwietnia 1922 zaścianek leżał w Polsce, w województwie wileńskim, w powiecie święciańskim, w gminie Kiemieliszki.
W 1931 w 6 domach zamieszkiwało 38 osób.
Po II wojnie światowej w granicach Związku Sowieckiego. Od 1991 w niepodległej Białorusi.